# فابيان (لاعب كرة قدم)
فابيان هو لاعب كرة قدم برازيلي، ولد في 24 أكتوبر 1997 في ريو دي جانيرو في البرازيل. لعب مع نادي دوردريخت.